# Jamides arama
Jamides arama är en fjärilsart som beskrevs av Hans Fruhstorfer 1916. Jamides arama ingår i släktet Jamides och familjen juvelvingar. Inga underarter finns listade i Catalogue of Life.